# Diego Renan
Diego Renan de Lima Ferreira (Surubim, 26 de janeiro de 1990), mais conhecido como Diego Renan, é um futebolista brasileiro que atua como lateral-direito e esquerdo. Atualmente, defende o Joinville, da Santa Catarina.

## Carreira

### Início
Diego Renan foi descoberto por um olheiro no clube Cara & Coroa, em Surubim. Aos 14 anos, integrou as categorias de base do Cruzeiro, onde conquistou o Campeonato Brasileiro Sub-20 de 2007, até começar a treinar na equipe profissional em 2008. Na época, ele havia passado no vestibular para Administração, mas decidiu focar na carreira.

### Cruzeiro
Estreou na equipe profissional do Cruzeiro no Campeonato Mineiro de 2008, em um empate contra o Ituiutaba por 1 a 1.
Em 2010, foi indicado a melhor lateral-esquerdo do Campeonato Brasileiro de 2010, ficando na terceira colocação. Foi apontado pela revista espanhola Don Balon como uma das 100 promessas do futebol mundial.
Diego Renan completou no dia 29 de julho de 2011 seu 100º jogo com a camisa do Cruzeiro, em partida realizada no Estadio São Januário no Rio de Janeiro contra o Vasco da Gama.

### Criciúma
Em dezembro de 2012, o Cruzeiro emprestou o jogador ao Criciúma para a temporada de 2013.
No dia 14 de abril de 2013, num jogo válido pelo Campeonato Catarinense, rompeu o ligamento cruzado anterior do joelho direito. Voltou para Belo Horizonte, onde fez a cirurgia e todo processo de recuperação da lesão. O Criciúma acabou faturando o título do campeonato.

### Vasco da Gama
Foi emprestado ao Vasco da Gama para a temporada 2014. Participou da campanha do retorno do clube a primeira divisão, sendo o segundo jogador que mais atuou pelo clube, com 47 partidas.

### Volta para o Cruzeiro
Em dezembro de 2014, seu empréstimo com o clube do Vasco da Gama acabou e ele voltou para Belo Horizonte para se reapresentar ao Cruzeiro, clube que era dono do seu passe. Ficou treinando no Cruzeiro até o mês de abril.

### Vitória
Foi emprestado ao Vitória até o final da temporada de 2015. Em dezembro de 2015, renovou com o clube rubro-negro baiano para a temporada 2016. Conquistou o Campeonato Baiano de 2016.

### Chapecoense
Em janeiro de 2017, foi anunciado como reforço da Chapecoense.

### Figueirense
Em janeiro de 2018, foi anunciado como reforço do Figueirense. Ele atuou em 42 partidas pelo clube e marcou 1 gol.

### Ponte Preta
Em janeiro de 2019 foi anunciado pela Ponte Preta. Foi o líder de assistências do clube pela Série B de 2019. Ao todo, disputou 35 partidas e marcou dois gols.

### CSA
Em dezembro de 2019, foi anunciado como reforço do CSA.

### Avaí
Em 9 de março de 2021, foi apresentado oficialmente ao Avaí.

### Vila Nova
Em dezembro de 2022, foi contratado pelo Vila Nova como reforço para a temporada 2023.

## Títulos
Cruzeiro
- Campeonato Brasileiro Sub-20: 2007
- Campeonato Mineiro: 2008, 2009 e 2011

Criciúma
- Campeonato Catarinense: 2013

Vitória
- Campeonato Baiano: 2016

Chapecoense
- Campeonato Catarinense: 2017

Figueirense
- Campeonato Catarinense: 2018

Avaí
- Campeonato Catarinense: 2021